# 徹里山 (阿肯色州波爾克縣)
徹里山（英語：Cherry Hill）是位於美國阿肯色州波爾克縣的一個非建制地區。該地的面積和人口皆未知。

## 地理
徹里山的座標為34°35′09″N 93°59′54″W / 34.58583°N 93.99833°W，而該地的平均海拔高度為270米（即886英尺）。